# Rue de Ventadour
Ne doit pas être confondu avec Rue Bernard-de-Ventadour.
La rue de Ventadour est une voie du 1er arrondissement de Paris, en France.

## Situation et accès
Longue de 69 mètres, elle commence au 26, avenue de l'Opéra et au 20, rue Thérèse et se termine au 57, rue des Petits-Champs. 
Le quartier est desservi par les lignes 7 et 14 à la station Pyramides.

## Origine du nom
Selon Jacques Hillairet, sa dénomination est due au fait qu'elle traversait la propriété de Louis Charles de Lévis, duc de Ventadour.
Pour Félix et Louis Lazare, son nom lui vient de Charlotte de La Mothe-Houdancourt, dite madame de Ventadour, gouvernante de Louis XV.
Jean de La Tynna indique qu'elle doit son nom à quelqu'un de la famille Ventadour qui s'est illustrée sous la royauté.

## Historique
Cette rue a été ouverte sur une largeur de 7,79 mètres vers 1654, après l'arasement de la butte des Moulins,. Elle débutait à cette époque rue des Moineaux et se terminait au-delà de la rue Neuve-des-Petits-Champs.
Après avoir porté les noms de « rue Saint-Victor », puis de « rue de Lionne », en raison qu'elle séparait l'hôtel Langlée de l'hôtel de Lionne construit pour Hugues de Lionne. Elle prend son nom actuel en 1673.
En 1720, elle perdit sa section comprise entre la rue Thérèse et la rue des Moineaux qui formera, par la suite, la rue Méhul.
Une décision ministérielle, du 3 frimaire an X (24 novembre 1801), signée Chaptal, maintient la largeur primitive de cette voie publique à 7,79 mètres. Cette largeur est portée à 9,74 mètres, en vertu d'une ordonnance royale du 4 octobre 1826.

## Bâtiments, et lieux de mémoire
- No 6 : « maison à loyer » (Émile Hennequet architecte)[5]
- No 11 : ici vivait dans les années 1830 François-Joseph Regnier (1807-1885), acteur, sociétaire de la Comédie française. Il épouse à Paris, le 4 mai 1835, Henriette Louise Laure Grévedon (1814-1895), fille aînée de Luise Devin et de Henri Grévedon (1776-1860), artiste peintre demeurant no 23 Neuve-Bréda à Paris.

## Pour approfondir